# Canilhac
Canilhac est une ancienne commune française, située dans le département de la Lozère en région Occitanie, intégrée, le 1er janvier 2016, dans la commune nouvelle de Banassac-Canilhac par fusion simple.

## Géographie
Canilhac est sur la limite entre le département de la Lozère et le département de l'Aveyron. Le Lot la traverse au nord.

### Communes limitrophes
La commune est limitrophe du département de l'Aveyron.
|                               | Saint-Pierre-de-Nogaret |                              |
| Saint-Laurent-d'Olt (Aveyron) | Canilhac                | Banassac (Banassac-Canilhac) |
| Campagnac (Aveyron)           | La Tieule               |                              |

## Histoire
- Haut lieu du Gévaudan féodal, la baronnie de Canilhac était le siège de la puissante famille du nom qui s'illustra dans toute la région.

## Politique et administration
| Période       | Période       | Identité           | Étiquette | Qualité |
| ------------- | ------------- | ------------------ | --------- | ------- |
| 1953          | 1983          | Georges Solignac   |           |         |
| 1983          | 2008          | Jean-Paul Aldebert |           |         |
| 2008          | novembre 2008 | Yves Pouget        |           |         |
| novembre 2008 | 2014          | Michel Cuartero    | DVG       |         |

## Démographie
L'évolution du nombre d'habitants est connue à travers les recensements de la population effectués dans la commune depuis 1793. À partir du 1er janvier 2009, les populations légales des communes sont publiées annuellement dans le cadre d'un recensement qui repose désormais sur une collecte d'information annuelle, concernant successivement tous les territoires communaux au cours d'une période de cinq ans. 
Pour les communes de moins de 10 000 habitants, une enquête de recensement portant sur toute la population est réalisée tous les cinq ans, les populations légales des années intermédiaires étant quant à elles estimées par interpolation ou extrapolation. Pour la commune, le premier recensement exhaustif entrant dans le cadre du nouveau dispositif a été réalisé en 2004,.
En 2013, la commune comptait 164 habitants, en évolution de +19,71 % par rapport à 2008 (Lozère : −1,04 %, France hors Mayotte : +2,49 %).
| 1793 | 1800 | 1806 | 1821 | 1831 | 1836 | 1841 | 1846 | 1851 |
| ---- | ---- | ---- | ---- | ---- | ---- | ---- | ---- | ---- |
| 230  | 330  | 429  | 297  | 305  | 329  | 352  | 377  | 395  |

| 1856 | 1861 | 1866 | 1872 | 1876 | 1881 | 1886 | 1891 | 1896 |
| ---- | ---- | ---- | ---- | ---- | ---- | ---- | ---- | ---- |
| 365  | 299  | 308  | 262  | 273  | 405  | 311  | 272  | 264  |

| 1901 | 1906 | 1911 | 1921 | 1926 | 1931 | 1936 | 1946 | 1954 |
| ---- | ---- | ---- | ---- | ---- | ---- | ---- | ---- | ---- |
| 244  | 250  | 220  | 225  | 198  | 171  | 175  | 148  | 112  |

| 1962 | 1968 | 1975 | 1982 | 1990 | 1999 | 2004 | 2009 | 2013 |
| ---- | ---- | ---- | ---- | ---- | ---- | ---- | ---- | ---- |
| 96   | 68   | 60   | 68   | 68   | 102  | 126  | 138  | 164  |

## Culture locale et patrimoine

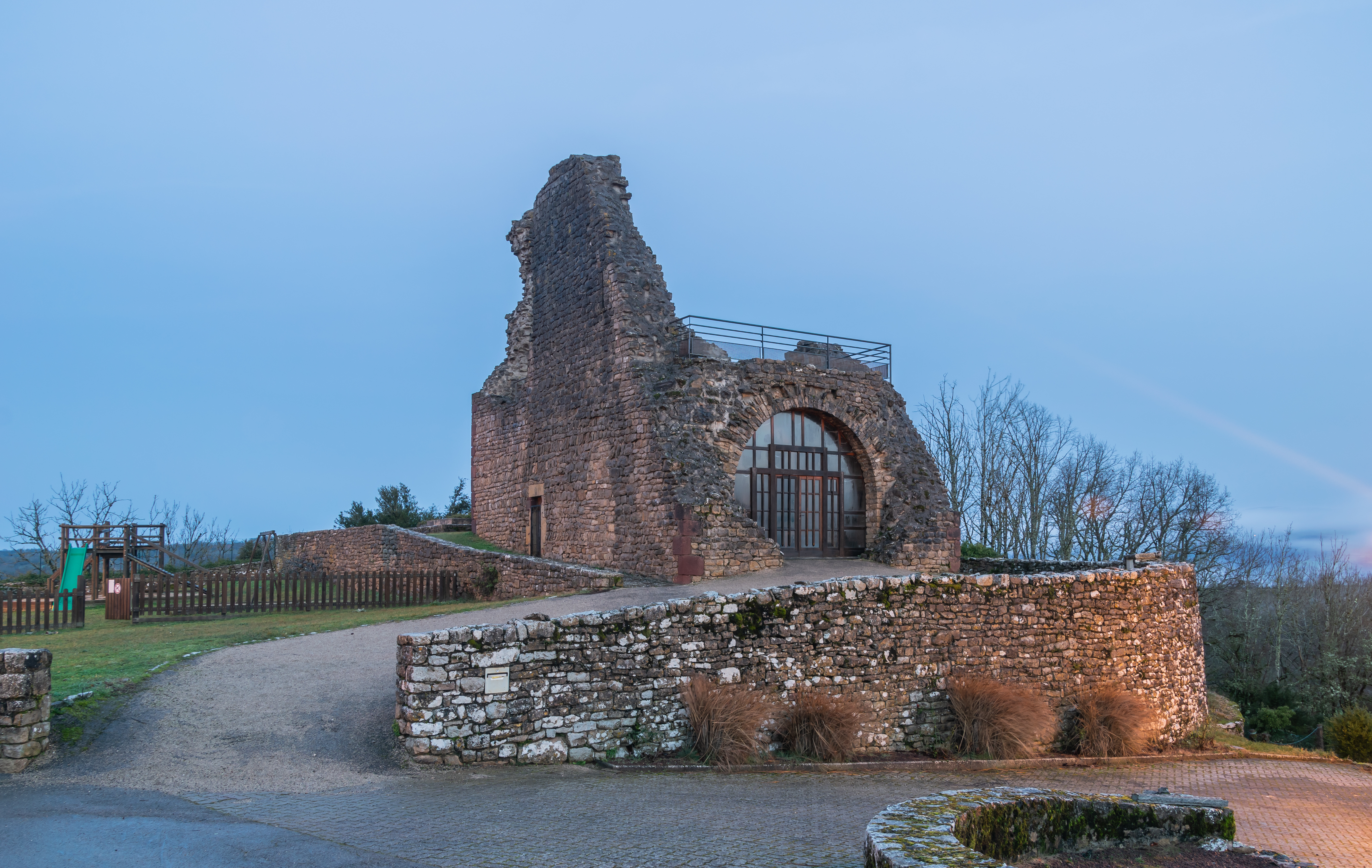
Château de Canilhac en 2020.

### Lieux et monuments
- L'église paroissiale Saint-Vincent,
- Les ruines du château de Canilhac (XIIe siècle), qui fut le siège de l'une des huit baronnies du Gévaudan.

### Héraldique
| Canilhac | Le blasonnement de Canilhac est : d'azur au lévrier rampant d'argent, colleté de gueules, à la bordure componée d'argent et d'azur Il s'agit de celui de la baronnie de Canilhac qui a été repris par la commune. |